# 所有複合語
所有複合語（しょゆうふくごうご）は複合語の種類のひとつで、伝統的なインド文法学の用語からバフヴリーヒ（bahuvrīhi）とも呼ばれる。複合語全体として「……の性質をもった、……に属する」という形容詞的な意味を持ったり、あるいはそのような性質や属性をもつ人や物を表すものをいう。
限定複合語が内心的であるのに対して、所有複合語は外心的複合語と呼ばれることもある:310-312:117。また譬喩的にもちられた複合語という意味で転位複合語ともいう:195。

## 概要
サンスクリットのबहुव्रीहि bahuvrīhiという語は、बहु bahu「多い」とव्रीहि vrīhi「米」を成分とする複合語で、そのままでは「多くの米」という意味になるが、実際には「多くの米のある（=肥沃な）土地」という意味になる。同様の例として釈迦の父であるशुद्धोदन Śuddhodana「浄飯王」はशुद्ध śuddha「浄い」とओदन odana「飯」からなり、「浄い飯をもつ者」を意味する。
ヴェーダ語においては限定複合語と所有複合語はアクセントの位置で区別することができた:195-196:503。
- rāja-putrá- 「王の息子」（限定複合語）
- rājá-putra- 「王を息子としてもつ」（所有複合語）

古典サンスクリットにおいてはこの区別は失われたため、文脈によって区別する必要がある。

## 言語例
- 古代ギリシア語: ῥοδο-δάκτυλοςはῥόδον「バラ」とδάκτυλος「指」からなるが、「ばら色の指を持つ」という意味の所有複合語になり、ホメーロスにおいて曙(Ἠώς)の形容に用いられる[5][4]:195。
- ラテン語: quadrupesはquadru-「四」とpes「足」からなるが、名詞としては「四足の動物」、とくに馬を意味する[5]。
- ドイツ語: Langohrはlang「長い」とOhr「耳」からなり、「長い耳をもつ動物」、すなわちウサギやロバを指す[5]。
- 英語: shorthorn「短い角をもつ牛、ショートホーン」[2]:312、redcap「赤い帽子の人、赤帽」[1]。

## 修辞法
サンスクリットでは所有複合語が非常に発達しており、他の言語なら通常の動詞を使った文にあたる表現が複合語を使った名詞文として表されることがある。とくに過去に関して「AはBをVした」を「AはVされたBをもつ者である」のように表現することがあり、このときに「VされたB（をもつ者）」は過去分詞を第1成分とする所有複合語になる:122。
例: 
- pratyāpanna-cetano vayasyaḥ 「友人は意識を取りもどした。」文字通りには「友人は(vayasyaḥ)取りもどされた(pratyāpanna)意識(cetanā)をもつ者である。」
- vidita-Sītā-vṛttānteyam 「彼女はシーターの事件を知った。」文字通りには「彼女は(iyam)知られた(vidita)シーター(Sītā)事件(vṛttānta)をもつ者である。」